# Susan Combs

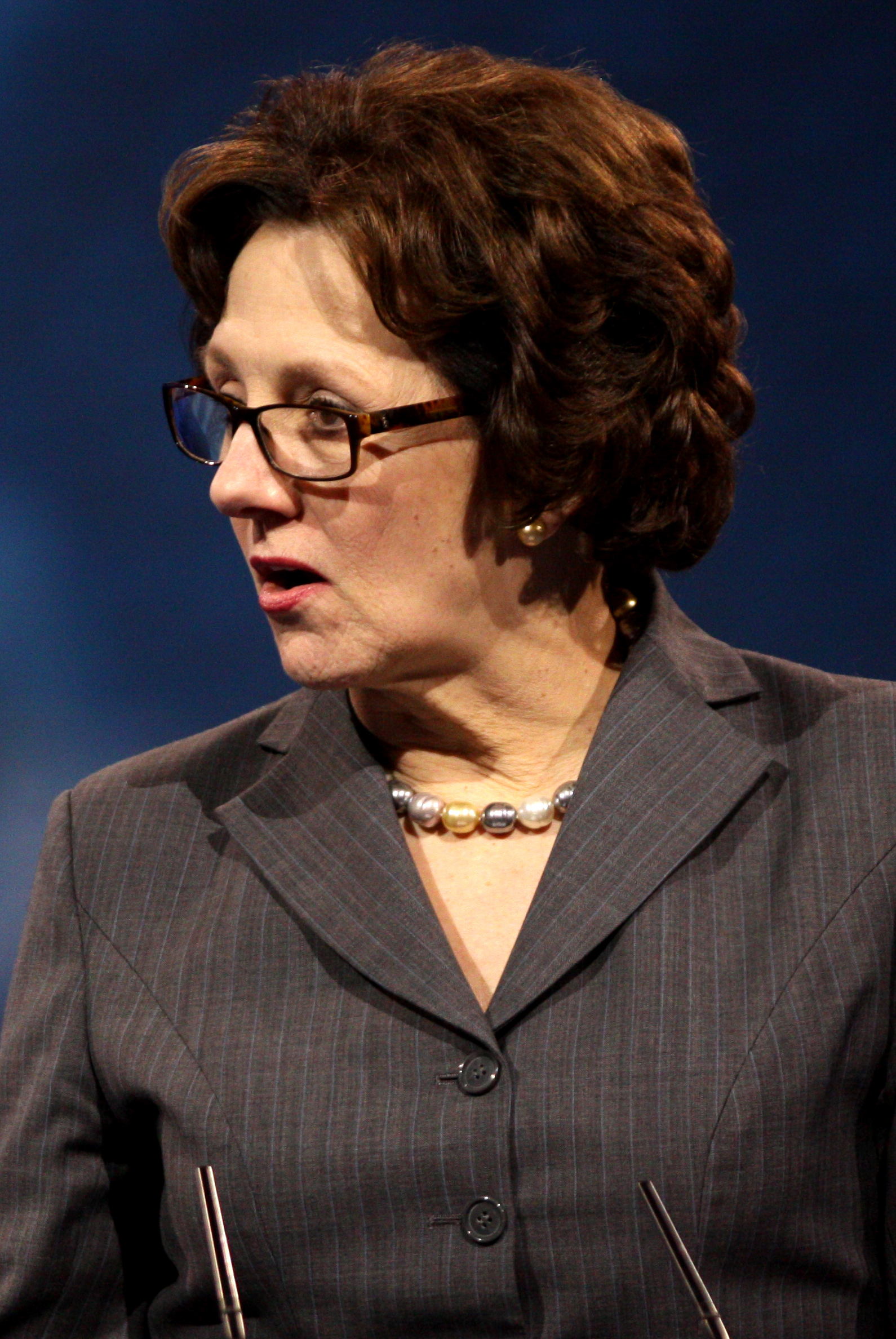
Susan Combs

Susan Combs (San Antonio, Texas, 26 de febrero de 1945) es una política republicana del estado estadounidense de Texas , que sirvió desde 2007 hasta 2015 como la Contraloría de Cuentas Públicas del estado. Antes de su mandato como contralor, Combs había servido dos términos como Comisionado del Departamento de Agricultura de Texas de 1999 a 2007, tomando las riendas como la primera mujer elegida para esa oficina en 1998. Combs también sirvió dos términos en la Cámara de Representantes de Texas .  El 10 de julio de 2017, Combs fue nominado por el presidente de EE. UU., Donald Trump, para ser el Subsecretario del Interior para Política, Administración y Presupuesto.